# Haim Zilberman
Haim Zilberman (idiș ‏חײם זילבערמאַן‎‏‎‏‎, în rusă Хаим Зильберман; n. 6/19 iunie 1907, Rașcov, Ținutul Olgopol, Gubernia Podolia, Imperiul Rus – d. 30 mai 1975, Moscova, RSFS Rusă, URSS) a fost un scriitor sovietic de etnie evreiască, membru al Uniunii Scriitorilor Sovietici din 1965.

## Biografie
S-a născut în satul transnistrean Rașcov din ținutul Olgopol, gubernia Podolia, (Imperiul Rus). A lucrat ca sufleor la teatrul „Kometa” din Odesa, ulterior, ca muncitor la o uzină. A absolvit patru cursuri ale facultății literare a Institutului de Educație Publică din Odesa (1934).
A debutat cu povești în ziarul Der Shtern („Steaua”) din Harkov, la sfârșitul anilor 1920. În 1929 a publicat povestea Ishevnikes („Evrei-săteni”) în revista Di Roite Welt („Lumea Roșie”); în anii 1930 a fost publicat mult în diferite periodice sovietice în idiș.
Prima colecție de povești Broit gesaltsns („Pâine sărată”), despre colectivizare, a fost publicată în 1932. În 1934, la Teatrul Evreiesc de Stat din Odesa, a fost pusă în scenă piesa sa, Cherepaniker Menchn („Oameni din Cerepanik”). 
În timpul celui de-Al Doilea Război Mondial a luptat pe front începând cu decembrie 1941, ca parte a Regimentului 179 de infanterie de pe frontul de sud-vest, după o rănire gravă, a fost numit comandant al unei echipe de puști din regimentele de rezervă. Din decembrie 1944, a fost traducător al departamentului SMERȘ al armatei și editorul unor ziare ale armatei, inclusiv a scris rapoarte de front pentru ziarul moscovit Einikite („Unitate”), publicația Comitetului Antifascist Evreiesc. A fost distins cu Ordinul Războiului Patriotic de gradul II. Lucrările sale din anii de război au fost publicate ca o carte separată, intitulată Vi lang iz dos geven („Cât de mult a durat”) la editura din Moscova Der Emes („Adevărul”).
La 26 aprilie 1951  a fost arestat și condamnat la 7 ani în lagăre de muncă forțată. După reabilitare a locuit la Moscova, în anii 1960-1970 a colaborat în mod regulat cu revista Sovetish heymland („Patria sovietică”). în 1962 a fost publicată cartea Восстание в подземелье („Revoltă în subteran”). A fost laureat al Festivalului Mondial al Tineretului și Studenților din București (1953) și Moscova (1957). Ultima sa carte, romanul Di Komete („Cometa”, 1972), despre viața teatrală din Odesa din primii ani postrevoluționari, a fost publicată postum în 1975 la editura „Scriitorul sovietic” din Moscova.